# Mi barrio

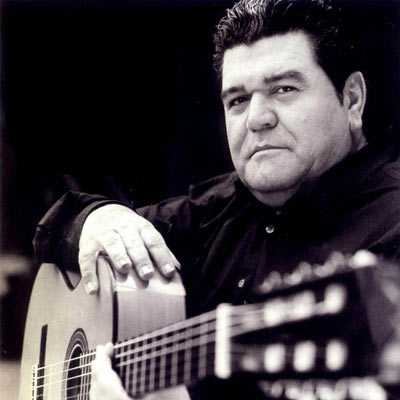
Mariano Mariano.

Mi barrio es el álbum debut del artista Mariano Mariano, lanzado en 2004 bajo el sello de Universal Music Spain.

## Grabación y contenido
"Mi Barrio" es el primer single de su álbum debut, con el mismo título, que salió a la venta el 24 de mayo de 2004 bajo el sello de Universal Music Spain. Mariano es autor de letra y música junto a Rafael Cervera de la mayoría de las canciones que encontraremos en este trabajo. También ha producido el disco. Mariano Mariano se descubre en una faceta desconocida para una gran mayoría de público, y que sin embargo ha transitado desde hace muchos años.

## Canciones
- Todas las canciones escritas y compuestas por Rafael Cervera menos "Mi barrio" por Mariano Mariano.

1. "Mi Barrio" – 4:28
2. "Entre Amigos" – 4:38
3. "Solo por Mirarla" – 3:46
4. "Entre Amigos" – 4:38
5. "El Duende" – 3:42
6. "De Opera a Sol" – 3:51
7. "El Gafe" – 3:36
8. "Vera" – 4:10
9. "El Salido" – 3:08
10. "Insomnio Americano" – 3:59
11. "Hoy He Pagado Por Soñar" – 3:21
12. "Dolores" – 2:56

## Personal
- Mariano Mariano - Voz y coros.
- Carlos Porteiro - Guitarra eléctrica y acústicas en todas las canciones menos en "Mi Barrio" y "El Duende"
- Anye Bao - Batería en "El Salido" "De Opera A Sol" "Mi Barrio" "Solo Por Mirarla" "Entre Amigos" "El Duende" "Vera" "Insomnio Americano" y "Dolores"
- Martín Ibarburu - Batería en "El Gafe" y "Ya No Quiero Ser Famoso"
- Andrés Ibarburu- Bajo en "Ya No Quiero Ser Famoso".
- Hector Oliveira - Bajo en "De Opera a Sol" "El Gafe" "Entre Amigos"
- Luis Dulzaides - Percusión en todas las canciones menos "Ya no quiero ser famoso"
- Andrés Bedó - Piano y Synthes en "Ya no quiero ser famoso"
- Toni Garcia - Pianos y teclados en todas las canciones menos "Ya no quiero ser famoso"
- José Losada - Guitarra Española en "Mi Barrio" "El Duende" "El Salido" y el bajo en "Mi Barrio" y "El Duende"
- Walter Haedo - Percusión en "Ya no quiero ser famoso" (Candombe Uruguayo)
- Javier "Pato" - Bajo en "Solo por Mirarla" "De Opera a Sol" "El Salido" "Vera" "Hoy he pagado por soñar" y "Dolores"
- Verónica Porteiro - Coros en "Vera" y "El Gafe"
- Erika Soto - Coros en "Vera" y "El Gafe"
- Francisco Ivorra - Trompeta en "Solo por Mirarla" "Entre Amigos" "El Duende" "El Salido" "De Opera a Sol"
- Iñaki Ariquistain - Saxo en "Solo por Mirarla" "Entre Amigos" "El Duende" "El Salido" "De Opera a Sol"
- Ove Larsson - Trombón en "Solo por Mirarla" "Entre Amigos" "El Duende" "El Salido" "De Opera a Sol"
- Meinolph Stutzke - Fliscorno en  "Vera"

### Colaboradores
- Raimundo Amador - Guitarra Española en "El Duende"
- Carlos Latre - Coros en "Entre Amigos" y "Solo Por Mirarla"
- Candela Peña en "El Duende"
- Javier Urquijo - Armónica en "De Opera a Sol"
- Hector Sagrario - Ingeniero de sonido.

- Datos: Q17622357